# Robert Eitner
Pour les articles homonymes, voir Eitner.
Robert Eitner (Breslau, en Prusse, 22 octobre 1832 – Templin, 2 février 1905) est un musicologue et bibliographe prussien du XIXe siècle. 

## Biographie
Eitner étudie la musique à Breslau, mais surtout en autodidacte. Il s'installe à Berlin en 1853 où il est entre autres pianiste et compositeur de chansons. Il ouvre une école de musique en 1863, mais ses études historiques l'éloignent progressivement de l'enseignement. En 1868, il mène la création de la « Gesellschaft für Musikforschung » (« Société pour la recherche musicale ») à Berlin et est responsable de la publication du « Monatshefte für Musikgeschichteand » publié par la Société (1869—1904). Une autre publication importante de Eitner au titre de la Société est la « Publikation älterer praktischer und theoretischer Musikwerke » en 1873. Il publie également une série de bibliographies telles que des compilations d’œuvres des  XVIe siècle et XVIIe siècle (« Bibliographie der Musiksammelwerke des 16. und 17. Jahrhunderts » à Berlin en 1877 ou un « Biographisch-Bibliographisches Quellen-Lexikon der Musiker und Musikgelehrten der christlichen Zeitrechnung bis zur Mitte des neunzehnten Jahrhunderts » en 10 volumes, publié à (Leipzig 1900—1904), ainsi qu'une encyclopédie de compositeurs néerlandais. Eitner rédige 399 articles pour la Allgemeine Deutsche Biographie (ADB), presque exclusivement consacrés à des musiciens. À partir de 1882, il vit à Templin (Uckermark / Brandenburg) où il meurt.
Son travail le plus connu reste la rédaction du « Quellen-Lexicon », catalogue de bibliothèques musicales et de travaux bibliographiques. 